# NGC 5092
NGC 5092 est une vaste galaxie elliptique située dans la constellation de la Chevelure de Bérénice. Sa vitesse par rapport au fond diffus cosmologique est de 7 156 ± 19 km/s, ce qui correspond à une distance de Hubble de 105,5 ± 7,4 Mpc (∼344 millions d'al). NGC 5092 a été découverte par l'astronome prussien Heinrich Louis d'Arrest en 1867.
À ce jour, une mesure non basée sur le décalage vers le rouge (redshift) donne une distance d'environ 72,300 Mpc (∼236 millions d'al). Cette valeur est à l'extérieur des valeurs de la distance de Hubble.Notons cependant que c'est avec la valeur moyenne des mesures indépendantes, lorsqu'elles existent, que la base de données NASA/IPAC calcule le diamètre d'une galaxie et qu'en conséquence le diamètre de NGC 5092 pourrait être d'environ 40,6 kpc (∼132 000 al) si on utilisait la distance de Hubble pour le calculer.